# Orde de Maig
L'Orde de Maig (castellà: Orden de Mayo) és una condecoració de la República Argentina concedida a tots aquells que contribueixen al progrés, el benestar, la cultura i al bon enteniment i solidaritat internacionals. Rep el seu nom en honor de la Revolució de Maig, que inicià la creació de l'Estat Argentí. Dins de l'escalafó argentí se situa entre l'Orde de l'Alliberador San Martín i la Creu a l'Heroic Valor en Combat.

## Història
Va ser creada mitjançant Decret 8506/46 de 1946 com "l'orde al Mèrit". És el segon orde creat per Argentina (el 1943 va crear-se l'orde de l'Alliberador San Martín.
El 1957 la reglamentació d'ambdós ordes va ser modificats, i l'Orde al Mèrit va passar a anomenar-se "Orde de Maig" per tal de diferenciar-se dels molts ordes homònims que concedeixen altres països. A més, mitjançant el decret 16.629 es dividí en les classes "Al Mèrit", "Al Mèrit Militar", "Al Mèrit Naval" i "Al Mèrit Aeronàutic".
El 1958 es modificà de nou la reglamentació, i el grau "Collar" de la classe "Al Mèrit" va ser abolit.

## Capítol de l'orde
L'orde està a càrrec d'un consell integrat pels ministres d'Exteriors i Defensa, presidit pel Gran Mestre de l'Orde, el President de l'Argentina, sent el ministre d'exteriors el Gran Canceller de l'Orde. El Gran Mestre és qui concedeix la condecoració. La seu de l'orde és l'edifici del Ministeri d'Exteriors. Hi ha un Secretari General i un Secretari d'Actes, càrrecs desenvolupats per l'Introductor d'Ambaixadors i l'Escrivà del Govern, respectivament.

## Graus
Des de la reglamentació de 1958, l'orde pot ser concedida tant a argentins com a estrangers. Els seus graus (de major a menor) són:
 Gran CreuEls condecorats amb la Gran Creu usen banda de dreta a esquerra, de la que penja la insígnia de l'orde, a més d'una placa que es lluirà al costat esquerre del pit. La reben vicepresidents, presidents de poder, ministres del poder executiu, ministres de cort suprema, ambaixadors extraordinaris i plenipotenciaris, comandants en cap, tinents generals, almiralls, brigadiers generals, presidents d'assemblees nacionals i altres equivalents Imatges del grau Gran Creu
 Gran Oficial
Els condecorats amb grau Gran Oficial llueixen la placa al costat esquerre del pit. La reben membres d'assemblees legislatives, enviats extraordinaris i ministres plenipotenciaris, ministres consellers, generals de divisió i de brigada, vicealmiralls i contraalmiralls, brigadiers majors i brigadiers i altres funcionaris de categories equivalents. Imatges del grau Gran Oficial
 Comendador
Els Comendadors llueixen la medalla penjant d'una cinta subjecta al coll. La reben encarregats de negocis, consellers i cònsols generals, coronels i tinent coronels, capitans de navili i fragata, comodors i vicecomodors i altres funcionaris de categories equivalents. Imatges del grau Comendador.
 Oficial
Els Oficials llueixen la medalla penjant d'una cinta del costat esquerre del pit. La reben secretaris i cònsols, majors i capitans de l'exèrcit, capitans de corbeta i tinents de navili, comandants i capitans d'aeronàutica i altres funcionaris de categories equivalents. Imatges del grau Oficial.
 Cavaller
Els cavallers llueixen la medalla penjant d'una cinta del costat esquerre del pit. La reben agregats i vicecònsols, oficials de les forces armades de graus inferiors als citats i altres funcionaris de categories semblants. Imatges del grau Cavaller.